# Флавий Констанций
Флавий Констанций (на латински: Flavius Constantius) е политик на Римската империя през 4 век.
Констанций е по времето на император Константин I Велики от 324 до 326 г. преториански префект на Ориента и вероятно придружава Константин през 326 г. до Рим.
През 327 г. Констанций е консул заедно с Валерий Максим.